# Torche (Band)
Torche ist eine 2004 gegründete Sludge-Band aus Miami.

## Geschichte
Torche wurden 2004 von den ehemaligen Floor-Mitgliedern Steve Brooks und Juan Montoya gemeinsam mit dem Schlagzeuger Rick Smith, der zuvor in diversen Grindcore-Gruppen gespielt hatte, und dem Bassisten Jonathan Nunez, gegründet. Die Band veröffentlichte im darauf folgenden Jahr ihr selbstbetiteltes Debütalbum über Robotic Empire gefolgt von landesweiten Touraktivitäten mit The Sword, Mouth of the Architect, Jesu, Isis und Mogwai. Im Jahr 2007 veröffentlichte die Band die von John Baizley (Baroness) gestaltete EP In Return. Nach der Veröffentlichung des zweiten Studioalbums Meanderthal im Jahr 2008 verkündete Juan Montoya seinen Abschied von der Gruppe aufgrund künstlerischer Differenzen zwischen ihm und der Band. Vorerst verblieb die Gruppe als Trio und beging in dieser Konstellation Tourneen mit Harvey Milk und Coheed and Cambria. Eine weitere EP wurde 2010 über Hydra Head unter dem Titel Songs of Singles veröffentlicht. Im darauf folgenden Jahr stieß Andrew Elstner als zweiter Gitarrist zur Band, mit diesem wurde das dritte, von Kritikern hoch gelobte und über Volcom Entertainment veröffentlichte, Studioalbum Harmonicraft aufgenommen. In den folgenden Jahren bestritt die Band weitere Tourneen und veröffentlichte diverse Singles und EPs. 2015 folgte das vierte Studioalbum Restarter über Relapse Records.

## Stil
Das Internetportal Whiskey-Soda vergleicht die Gruppe mit Baroness, Red Fang und den Queens of the Stone Age. Für den Metal Hammer verortet Melanie Aschenbrenner die Gruppe zwischen Mastodon, Fugazi und Baroness.
Der Stil der Band gilt derweil als Fortführung der von Brooks mit Floor etablierten Stilmischung aus Pop, Stoner Rock und Sludge. Nach Arne Ebner sind die Melodien „poppiger, der Sound differenzierter und die Songs etwas schneller“ im Vergleich zur vorausgegangenen Gruppe. Der Klang bliebe dennoch erhalten. Das Gitarrenspiel wird auf Musikreviews als schweres und stark verzerrtes Sludge-Riffing umschrieben, welchem poppige Melodien gegenüberstünden.
Das Schlagzeugspiel wird auf stonerrock.eu als metallisches Dreschen bezeichnet während das Bassspiel als monoton verzerrtes Geschreddere umschrieben wird. Untypisch für vergleichbare Musikgruppen sei derweil Brooks hoher Gesang.

## Diskografie
Alben
- 2005: Torche (Robotic Empire)
- 2008: Meanderthal (Robotic Empire)
- 2012: Harmonicraft (Volcom Entertainment)
- 2015: Restarter (Relapse Records)
- 2019: Admission (Relapse Records)

EPs, Singles
- 2007: In Return (EP, Robotic Empire)
- 2009: Healer/Across the Shield (EP, Hydra Head)
- 2009: Meanderthal Demos (EP, Rotting Chapel)
- 2009: In Return (EP, Robotic Empire)
- 2009: Torche/Boris – Chapter Ahead beeing Fake (Split-EP, Hydra Head)
- 2010: Songs for Singles (EP, Hydra Head)
- 2010: King Beef (EP, Hydra Head)
- 2011: U.F.O. (EP, Hydra Head)
- 2011: Part Chimp/Torche (Split-EP, Chunklet Magazine)
- 2012: Kicking (Single, Volcom Entertainment)
- 2012: Harmonslaught (Single, Amnesian Records)
- 2012: Pow Wow (Single, Decibel Magazine)
- 2013: Keep Up/Leather Feather (Single, Volcom Entertainment)